# 산악땅다람쥐
산악땅다람쥐 또는 다마라땅다람쥐(Xerus princeps)는 다람쥐과에 속하는 설치류의 일종이다. 앙골라 남서부와 나미비아 서부, 남아프리카공화국 서부에서 발견된다. "카오코땅다람쥐"로도 알려져 있다. 케이프땅다람쥐가 근연종이며, 겉모습이 너무 유사하여 야생에서 두 종을 구별하기가 매우 어렵다. 두 종 모두 등 쪽의 길고 무성한 털과 흰 꼬리를 갖고 있으며, 어깨부터 아래쪽 엉덩이까지 흰 줄무늬가 있다. 산악땅다람쥐가 케이프땅다람쥐 보다 평균적으로 약간 크지만, 몸 크기는 상당히 겹친다. 두 종을 구별하는 두개골 형태의 차이는 앞니가 케이프땅다람쥐가 흰색인 반면에 노랗고 오렌지색을 띤다는 점이다.